# Bích họa núi Hạ Lan
Các bức họa thuộc núi Hạ Lan (tiếng Trung: 贺兰山岩画), huyện Hạ Lan –thuộc khu tự trị Hồi Ninh Hạ. Núi này cao trên 600m, có khoảng trên 300 bức tranh vẽ đầu voi, ngựa, hươu, trâu, dê, muông thú và tay người. Nghệ thuật chạn khắc rất đơn giản nhưng rất tinh xảo, đề tài phong phú, phản ánh một cách đầy đủ và niềm đam mệ hội họa của dân tộc cổ đại.